# МастерШеф (Украина)
«МастерШеф» — реалити-шоу, появившееся в августе 2011 года на украинском телеканале «СТБ».
20 человек соревнуются в своих кулинарных способностях. Победитель получит денежный приз в размере 500 тысяч гривен и право учиться в престижной французской кулинарной школе Le Cordon Bleu. С 2025 года (15 сезон) победитель обучается в академии в Лондоне.

## Формат
МастерШеф основан на британской серии BBC MasterChef. Конкурсы проходят в здании, стилизованном под склад, который включает в себя кухню с тумбами, плитами и всем необходимым оборудованием, за которыми соревнуются участники. А также балкон, кладовую с продуктами, холодильную часть и ресторан, используемый для различных конкурсов.
Отборы участников проходят в Киеве, Харькове, Днепре, Одессе и Львове. До 5-го сезона отборы проходили также в Донецке. Впервые в 4 сезоне отборы проводились за пределами Украины, в белорусской столице, городе Минске, с 6 сезона, к Минску добавился Витебск. В 7 сезоне отбор впервые прошёл в Тбилиси. Во время закрытых отборов, на которых у участника берут интервью и смотрят уже приготовленное в домашних условиях блюдо, отбираются 100 лучших поваров, которые проходят в телевизионную версию отборов.
В битве топ-100 участнику нужно приготовить свое фирменное блюдо за ограниченное количество времени и преподнести его для тройки судей, которые, попробовав блюдо голосуют «да» либо «нет». Для попадания в следующий раунд участнику надо получить как минимум два «да».
В следующем этапе топ-50 поваров выполняют одно задание, общее для всех. Во время работы судьи наблюдают за конкурсантами, а после исключают из борьбы тех, кто, по их мнению, не справился с поставленной задачей.
В последнем раунде топ-30 кулинаров разделяются на команды и выполняют несколько заданий на приготовление определённых блюд. По итогам дегустации формируется окончательный состав сезона.
В топ-20 испытания делятся на индивидуальные и командные. По итогам первых двух конкурсов участники, которые справились с заданиями хуже всех, получают чёрные фартуки. Третий конкурс заключается в борьбе между ними за право остаться на проекте. После каждого выпуска шоу покидает один участник, но бывали случаи, когда ушли сразу два участника или ни одного.
В полуфинале топ-6 шефов получают кителя и проходят два индивидуальных испытания, по итогам которых определяются финалисты. В финале каждый готовит своё собственное меню, состоящее из трёх блюд - основное, закуска и десерт.
Все съемки, кроме выездных, проходят в городе Бровары. Участники живут на базе в селе Зазимье. Один сезон снимается до 3 месяцев.

## Судьи
| Члены жюри           | Сезон | Сезон | Сезон | Сезон | Сезон | Сезон | Сезон | Сезон | Сезон | Сезон | Сезон | Сезон | Сезон | Сезон | Сезон | Сезон | Сезон | Сезон | Сезон | Сезон |
| Члены жюри           | 1     | 2     | 3     | 4     | 5     | Д1    | 6     | Д2    | 7     | КВ    | 8     | ПР1   | 9     | ПР2   | 10    | ПР3   | 11    | БС    | ПР4   | 12    |
| -------------------- | ----- | ----- | ----- | ----- | ----- | ----- | ----- | ----- | ----- | ----- | ----- | ----- | ----- | ----- | ----- | ----- | ----- | ----- | ----- | ----- |
| Эктор Хименес-Браво  |       |       |       |       |       |       |       |       |       |       |       |       |       |       |       |       |       |       |       |       |
| Николай Тищенко      |       |       |       |       |       |       |       |       |       |       |       |       |       |       |       |       |       |       |       |       |
| Анфиса Чехова        |       |       |       |       |       |       |       |       |       |       |       |       |       |       |       |       |       |       |       |       |
| Жанна Бадоева        |       |       |       |       |       |       |       |       |       |       |       |       |       |       |       |       |       |       |       |       |
| Татьяна Литвинова    |       |       |       |       |       |       |       |       |       |       |       |       |       |       |       |       |       |       |       |       |
| Сергей Калинин       |       |       |       |       |       |       |       |       |       |       |       |       |       |       |       |       |       |       |       |       |
| Дмитрий Горовенко    |       |       |       |       |       |       |       |       |       |       |       |       |       |       |       |       |       |       |       |       |
| Елизавета Глинская   |       |       |       |       |       |       |       |       |       |       |       |       |       |       |       |       |       |       |       |       |
| Владимир Ярославский |       |       |       |       |       |       |       |       |       |       |       |       |       |       |       |       |       |       |       |       |
| Ольга Мартыновская   |       |       |       |       |       |       |       |       |       |       |       |       |       |       |       |       |       |       |       |       |

## Сезоны
| Сезон | Выпусков | Период трансляции                 | Участники | Победитель            | Финалисты             | Судьи               | Судьи              | Судьи                |
| ----- | -------- | --------------------------------- | --------- | --------------------- | --------------------- | ------------------- | ------------------ | -------------------- |
| 1     | 18       | 31 августа 2011 - 28 декабря 2011 | 20        | Светлана Шептуха      | Анна Тарасенко        | Эктор Хименес-Браво | Анфиса Чехова      | Николай Тищенко      |
| 2     | 18       | 29 августа 2012 - 26 декабря 2012 | 20        | Елизавета Глинская    | Татьяна Немировец     | Эктор Хименес-Браво | Жанна Бадоева      | Николай Тищенко      |
| 2     | 18       | 29 августа 2012 - 26 декабря 2012 | 20        | Елизавета Глинская    | Михаил Сосновский     | Эктор Хименес-Браво | Жанна Бадоева      | Николай Тищенко      |
| 3     | 18       | 30 августа 2013 - 25 декабря 2013 | 20        | Ольга Мартыновская    | Олег Кошевой          | Эктор Хименес-Браво | Татьяна Литвинова  | Николай Тищенко      |
| 4     | 18       | 27 августа 2014 - 24 декабря 2014 | 20        | Евгений Злобин        | Оксана Мансырова      | Эктор Хименес-Браво | Татьяна Литвинова  | Николай Тищенко      |
| 4     | 18       | 27 августа 2014 - 24 декабря 2014 | 20        | Евгений Злобин        | Самвел Адамян         | Эктор Хименес-Браво | Татьяна Литвинова  | Николай Тищенко      |
| 5     | 18       | 26 августа 2015 - 23 декабря 2015 | 20        | Евгений Клопотенко    | Екатерина Великая     | Эктор Хименес-Браво | Татьяна Литвинова  | Николай Тищенко      |
| 5     | 18       | 26 августа 2015 - 23 декабря 2015 | 20        | Евгений Клопотенко    | Наталья Левинзон      | Эктор Хименес-Браво | Татьяна Литвинова  | Николай Тищенко      |
| Д1    | 17       | 3 февраля 2016 - 25 мая 2016      | 20        | Антон Булдаков-Алюшин | Владимир Мотричук     | Эктор Хименес-Браво | Татьяна Литвинова  | Николай Тищенко      |
| Д1    | 17       | 3 февраля 2016 - 25 мая 2016      | 20        | Антон Булдаков-Алюшин | Александр Дияманштейн | Эктор Хименес-Браво | Татьяна Литвинова  | Николай Тищенко      |
| 6     | 36       | 30 августа 2016 - 27 декабря 2016 | 20        | Асмик Гаспарян        | Екатерина Пескова     | Эктор Хименес-Браво | Татьяна Литвинова  | Сергей Калинин       |
| Д2    | 35       | 31 января 2017 - 30 мая 2017      | 20        | Марина Литвиненко     | Виктория Подлепенская | Эктор Хименес-Браво | Татьяна Литвинова  | Дмитрий Горовенко    |
| Д2    | 35       | 31 января 2017 - 30 мая 2017      | 20        | Марина Литвиненко     | Мария Сирота          | Эктор Хименес-Браво | Татьяна Литвинова  | Дмитрий Горовенко    |
| 7     | 36       | 29 августа 2017 - 27 декабря 2017 | 20        | Вадим Бжезинский      | Михаил Грушецкий      | Эктор Хименес-Браво | Татьяна Литвинова  | Дмитрий Горовенко    |
| 7     | 36       | 29 августа 2017 - 27 декабря 2017 | 20        | Вадим Бжезинский      | Владимир Троцкий      | Эктор Хименес-Браво | Татьяна Литвинова  | Дмитрий Горовенко    |
| КВ    | 18       | 31 января 2018 - 30 мая 2018      | 20        | Анастасия Кобыляцкая  | Каролина Залевская    | Эктор Хименес-Браво | Татьяна Литвинова  | Дмитрий Горовенко    |
| КВ    | 18       | 31 января 2018 - 30 мая 2018      | 20        | Анастасия Кобыляцкая  | Татьяна Куриленко     | Эктор Хименес-Браво | Татьяна Литвинова  | Дмитрий Горовенко    |
| 8     | 36       | 28 августа 2018 - 26 декабря 2018 | 20        | Иван Миланович        | Анжела Липская        | Эктор Хименес-Браво | Татьяна Литвинова  | Дмитрий Горовенко    |
| ПР1   | 14       | 2 марта 2019 - 1 июня 2019        | 15        | Павел Серветник       | Юлия Прохода          | Эктор Хименес-Браво | Елизавета Глинская | Владимир Ярославский |
| ПР1   | 14       | 2 марта 2019 - 1 июня 2019        | 15        | Павел Серветник       | Юрий Негрич           | Эктор Хименес-Браво | Елизавета Глинская | Владимир Ярославский |
| 9     | 18       | 30 августа 2019 - 27 декабря 2019 | 20        | Сергей Денисов        | Лилия Сорокина        | Эктор Хименес-Браво | Елизавета Глинская | Владимир Ярославский |
| 9     | 18       | 30 августа 2019 - 27 декабря 2019 | 20        | Сергей Денисов        | Руслан Лучков         | Эктор Хименес-Браво | Елизавета Глинская | Владимир Ярославский |
| ПР2   | 21       | 29 февраля 2020 - 18 июля 2020    | 20        | Евгений Грибеник      | Эдуард Канарян        | Эктор Хименес-Браво | Ольга Мартыновская | Владимир Ярославский |
| ПР2   | 21       | 29 февраля 2020 - 18 июля 2020    | 20        | Евгений Грибеник      | Александр Цвигун      | Эктор Хименес-Браво | Ольга Мартыновская | Владимир Ярославский |
| 10    | 18       | 29 августа 2020 - 26 декабря 2020 | 20        | Яна Балог             | Юлия Венедиктова      | Эктор Хименес-Браво | Ольга Мартыновская | Владимир Ярославский |
| ПР3   | 18       | 6 февраля 2021 - 5 июня 2021      | 20        | Элеонора Баранова     | Николай Люлько        | Эктор Хименес-Браво | Ольга Мартыновская | Владимир Ярославский |
| ПР3   | 18       | 6 февраля 2021 - 5 июня 2021      | 20        | Элеонора Баранова     | Виктор Шайдецкий      | Эктор Хименес-Браво | Ольга Мартыновская | Владимир Ярославский |
| 11    | 18       | 28 августа 2021 - 24 декабря 2021 | 20        | Богдан Шинкарёв       | Владислав Кулешов     | Эктор Хименес-Браво | Ольга Мартыновская | Владимир Ярославский |
| 11    | 18       | 28 августа 2021 - 24 декабря 2021 | 20        | Богдан Шинкарёв       | Светлана Ткаченко     | Эктор Хименес-Браво | Ольга Мартыновская | Владимир Ярославский |
| БС    | 18       | 22 января 2022 - 24 декабря 2022  | 20        | Александр Цвигун      | Александр Белодед     | Эктор Хименес-Браво | Ольга Мартыновская | Владимир Ярославский |
| БС    | 18       | 22 января 2022 - 24 декабря 2022  | 20        | Александр Цвигун      | Владислав Мицкевич    | Эктор Хименес-Браво | Ольга Мартыновская | Владимир Ярославский |
| ПР4   | 18       | 11 февраля 2023 - 17 июня 2023    | 20        | Артём Кабулахин       | Иван Иванчук          | Эктор Хименес-Браво | Ольга Мартыновская | Владимир Ярославский |
| ПР4   | 18       | 11 февраля 2023 - 17 июня 2023    | 20        | Артём Кабулахин       | Антон Гильчук         | Эктор Хименес-Браво | Ольга Мартыновская | Владимир Ярославский |
| 12    | 18       | 26 августа 2023 - 30 декабря 2023 | 20        | Валерия Матрохина     | Ольга Рябенко         | Эктор Хименес-Браво | Ольга Мартыновская | Владимир Ярославский |
| 13    | 18       | 10 февраля 2024 - 8 июня 2024     | 20        | Алина Бурик           | Алёна Московченко     | Эктор Хименес-Браво | Ольга Мартыновская | Владимир Ярославский |
| 14    | 18       | 24 августа 2024 - 21 декабря 2024 | 20        | Наталья Никишина      | Анастасия Завадская   | Эктор Хименес-Браво | Ольга Мартыновская | Владимир Ярославский |
| 15    | 19       | 1 марта 2025 - 28 июня 2025       | 21        | Нэнси Топко           | Денис Савенко         | Эктор Хименес-Браво | Ольга Мартыновская | Владимир Ярославский |
| 15    | 19       | 1 марта 2025 - 28 июня 2025       | 21        | Нэнси Топко           | Катерина Павлинская   | Эктор Хименес-Браво | Ольга Мартыновская | Владимир Ярославский |

## Награды
В 2015 году программа стала победителем 11-й Народной премии «Телезвезда» в номинации «Шоу, которые вас вдохновляли».
Победитель номинации «Форматное реалити-шоу», премии «Телетриумф», за сезон 2015—2016.